# Oecetis anomala
Oecetis anomala är en nattsländeart som beskrevs av G. Marlier 1943. Oecetis anomala ingår i släktet Oecetis och familjen långhornssländor. Inga underarter finns listade i Catalogue of Life.